# Dorfkirche Wils

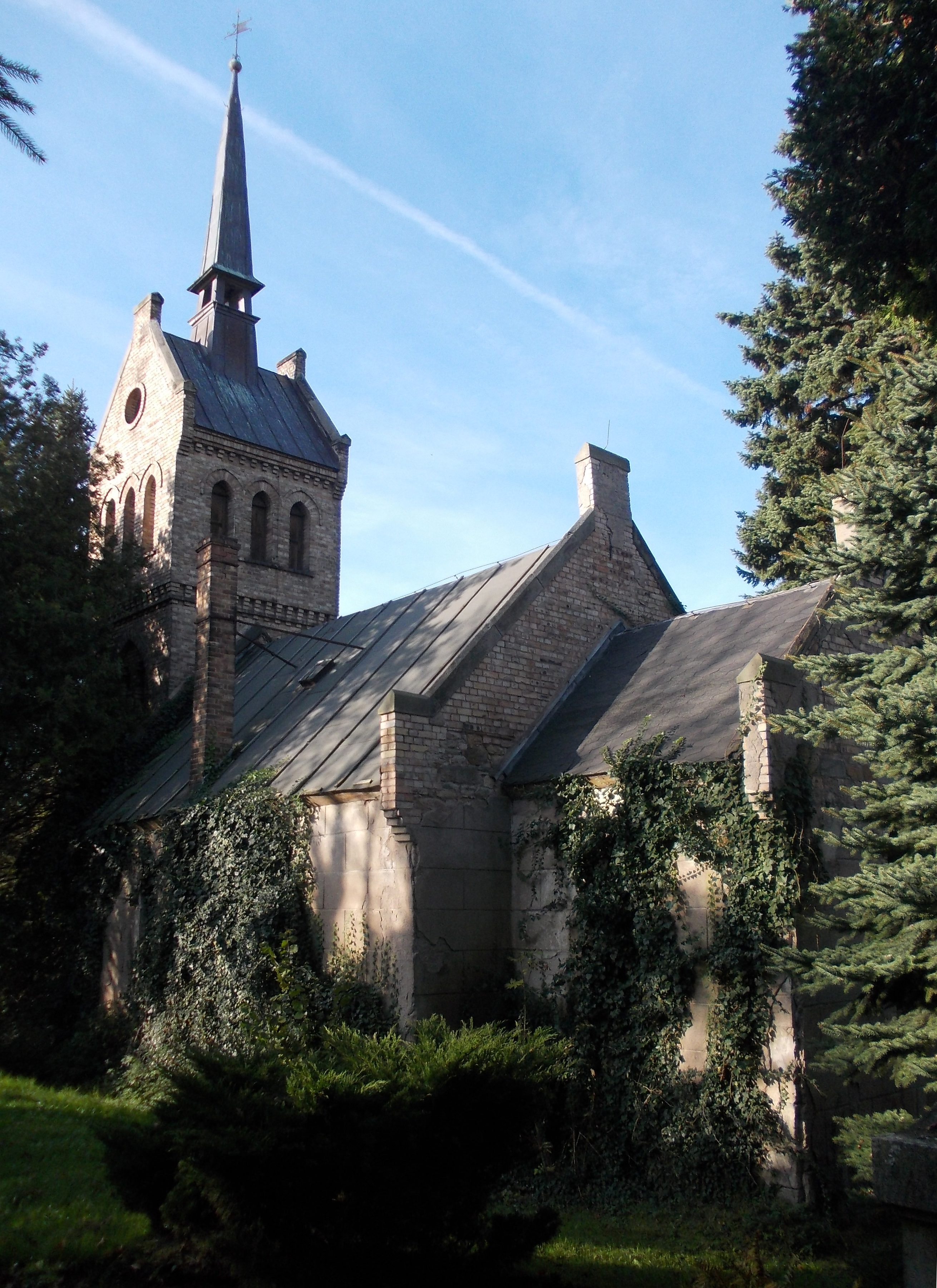
Dorfkirche Wils

Die Dorfkirche Wils ist eine denkmalgeschützte evangelische Kirche im Ortsteil Wils des Ortes Schochwitz der Einheitsgemeinde Salzatal in Sachsen-Anhalt. Im örtlichen Denkmalverzeichnis ist sie unter der Erfassungsnummer 094 55529 als Baudenkmal verzeichnet.

## Geschichte und Architektur
Die auf einer kleinen Anhöhe stehende Dorfkirche ist ein Bruchsteinbau mit eingezogenem Rechteckchor und einem weithin sichtbaren, von schlankem Reiter bekröntem Westturm. Das Schiff und der Chor stammen in wesentlichen Teilen aus dem Jahr 1534. 1891 wurde der Bau um den neogotischen Turm aus Ziegelmauerwerk erweitert. Der Turm besitzt einen Dachreiter mit schlankem Spitzhelm und spitzbogige, jeweils in Dreiergruppen angeordnete Schallfenster. Der rechteckige Chorraum ist eingezogen. Die Fenster des teilweise verputzten Kirchenschiffes sind spitzbogig und schlank.

## Ausstattung
Der Kirchensaal ist von einer hölzernen Flachdecke überspannt. Aus dem späten 19. Jahrhundert stammen die Kanzel, die Westempore und das farbige Fenster im Ostchor. Die Westempore ist mit Anker, Kreuz, Dornenkrone und Bibelworten bemalt. 

## Orgel
Die Orgel wurde durch Wilhelm Rühlmann geschaffen und besaß 6 klingende Stimmen auf pneumatischen Kastenladen. Das Instrument ist ausgelagert und nicht spielbar.

## Heutige Nutzung und Zustand
Die Kirche Wils wird seit den 1970er Jahren nicht mehr genutzt und ist derzeit baupolizeilich gesperrt. Große Teile der Innenausstattung wie beispielsweise die Orgel sind ausgelagert. Um 1995 war eine alternative Nutzung der Kirche in Planung, kam allerdings nicht zur Ausführung. Die Kirche wird nicht genutzt, der Zustand des Bauwerkes ist bedenklich. 